# Amoranto Sports Complex
Amoranto Sports Complex – wielofunkcyjny stadion w Quezon City na Filipinach. Jest obecnie używany głównie dla meczów piłki nożnej. Swoje mecze rozgrywa na nim drużyna piłkarska Lateo F.C. Stadion może pomieścić 15 000 osób. Istnieje również welodrom, który gościł rowerzystów na Southeast Asian Games w 2005 roku.